# Leucania boisduvali
Leucania boisduvali är en fjärilsart som beskrevs av Philogène Auguste Joseph Duponchel 1827. Leucania boisduvali ingår i släktet Leucania och familjen nattflyn. Inga underarter finns listade i Catalogue of Life.